# فيكتور أوجارت
فيكتور أوجارت (بالإسبانية: Víctor Ugarte)‏ (5 مايو 1926 في بوليفيا - 20 مارس 1995 في بوليفيا) هو مدرب كرة قدم ولاعب كرة قدم بوليفي في مركز الهجوم، شارك في كأس العالم 1950 وكأس أمريكا الجنوبية 1949 وكأس أمريكا الجنوبية 1947 وكأس أمريكا الجنوبية 1953. وشارك مع منتخب بوليفيا لكرة القدم. أما مع النوادي، فقد لعب مع أونس كالداس ونادي بوليفار ونادي سان لورينزو.

## وصلات خارجية
- فيكتور أوجارت على موقع الاتحاد الدولي (مؤرشف)  (الإنجليزية)
- فيكتور أوجارت على موقع قاعدة بيانات كرة القدم.إي يو (الإنجليزية)
- فيكتور أوجارت على موقع ناشيونال فوتبول تيمز (الإنجليزية)
- فيكتور أوجارت على موقع Soccerway.com (الإنجليزية)
- فيكتور أوجارت على موقع عالم كرة القدم.نت (الإنجليزية)